# Hotel Hilbert (film)
Hotel Hilbert (titlul original: în engleză Hotel Hilbert) este un film dramatic de scurt metraj englez, realizat în 1996 de regizoarea Caroline Ross-Pirie, după paradoxul lui David Hilbert, protagoniști fiind actorii Patrick Barlow, Susannah Doyle, Nicholas Gecks și Pat Keen. 

## Rezumat
Fiona Knight caută o cameră de hotel. Ea își încearcă norocul la „Hotelul Infinit”, unde se pare că toate camerele sunt ocupate. Managerul hotelului confirmă acest lucru, dar mai zice că există întotdeauna suficiente camere disponibile pentru toți noii oaspeți.
Ea primește cheia camerei „1” la recepție. Înainte ca ea să se poată muta în cameră, toți ceilalți oaspeți deja cazați, trebuie să mute o cameră mai departe. Asta înseamnă că prima cameră este liberă, dar oare ce s-a întâmplat cu oaspetele din ultima cameră? Acesta se mută și el în camera alăturată, deoarece în nesfârșitul Hotel Hilbert nu există „ultima” cameră sau „ultimul” etaj.
Când la hotel sosește un grup de călători cu un număr imens de oaspeți, există desigur loc și pentru aceștia în „Hotel Infinit”, dacă fiecare oaspete se mută din camera actuală în camera cu numărul dublat al camerei inițiale.
Fiona înțelege cu greu logica hotelului. Dar nu numai oaspeții din hotel se ocupă de infinit. Fiona îl întâlnește pe autorul Tristram Shandy, care își scrie memoriile veșnice. Și întâlnește un bărbat care vrea să numere toate firele de nisip din lume, pentru că sunt foarte, foarte multe, dar nu infinit de multe.

## Distribuție
- Patrick Barlow – Ted Doyle
- Susannah Doyle – Fiona Knight
- Nicholas Gecks – Tristram Shandy
- Pat Keen – Penny
- Mark Straker – dl. Schröder

## Trivia
Filmările s-au făcut în Hotel Rocce Sarde, S. Pantaleo, Sardinia, Italia